# Song Yuvin
Song Yu-bin (Hangul: 송유빈, 28 de abril de 1998), comúnmente conocido como Song Yuvin, es un cantante sur-coreano y actor. Es mayormente conocido por ser participante de Superstar K6 y Produce X 101, y por ser uno de los vocalistas principales del grupo sur-coreano Myteen. Song hizo su debut como solista el 30 de mayo de 2016 con su sencillo digital "It's You To The Bone". Hizo su debut como actor en el drama del 2016 Age of Youth.

## Carrera

### 1998–2014: primeros años
Song Yuvin nació el 28 de abril de 1998 en Daegu, Corea del Sur. Su familia consta de sus padres y una hermana mayor. Se graduó del departamento de Radiodifusión y entretenimiento del Instituto de Multi-artes Hanlim en 2017, junto a Dahyun de TWICE y el actor Shin Dong-woo. Song actualmente está actualmente asistiendo al departamento de Música Práctica de Instituto de Medios de comunicación y Artes Dong-ah .
A todos sus familiares [padres y hermana] les gusta cantar, lo cual hizo que Yuvin se interesara también. Cuándo estuvo en escuela primaria, iba a muchos lugares de karaoke y empezó a cantar baladas cuándo entró a la escuela media. Sus padres le dieron el permiso para asistir a una academia vocal después de que sus amigos lo elogiaron por su voz, a pesar de que originalmente no querían que se convirtiera en cantante. Asistió a la academia por tres meses como hobby, antes de que le preguntaran varias veces si quería audicionar para Superstar K6.

### 2014–2016:Superstar K6e inicios de su carrera
Song apareció en el primer episodio de Superstar K6, cantando "Farewell Taxi" de Kim Yeon-woo. Recibió elogios de los jueces por su buen aspecto y buena voz. Rápidamente se convirtió en un participante popular, alcanzando el Top 4, antes de ser eliminado durante el episodio 12 del show. Song tuvo reuniones con diferentes compañías de música después de que Superstar K6 terminara, incluyendo Music Works cuyo director vino directamente a él. Firmó con ellos en febrero de 2015.
Song estuvo colaborando en el sencillo de Baek Ji-young "Garosugil at Dawn" en marzo del 2015. La canción rápidamente se convirtió en un hit alcanzando los rangos superiores en varias listas de música. En mayo del mismo año, liberó su primer OST con Kim Na-young para la obra The girl who sees smells. En abril de 2016, Song liberó un OST para el drama Goodbye, Mr. Black e hizo su solo debut un mes más tarde con "It's you to the bone". Fue anunciado el mismo mes  que Song haría su debut como Idol como miembro de la Boy band Myteen en 2017.
Al lado de Sam Kim y Eric Nam, Song participó en la 8.ª temporada de The Friends donde viajaron a Costa Rica. El espectáculo estuvo al aire durante el verano del 2016 por 4 episodios. En julio del 2016, hizo su debut como actor con una aparición de cameo en el tercer episodio de Age of Youth. Gastó el resto del año liberando otro OST y colaboraciones, mientras estaba al tanto de las presentaciones de Myteen en el "Follow Myteen tour" en diferentes ciudades surcoreanas  y en Hong Kong.

### 2017–presente: Myteen y carrera de solistas
En enero del 2017, Song apareció en el reality show predebut 'Myteen Go'. El espectáculo estuvo al aire por 7 episodios hasta gran parte de febrero . Liberó un OST para el drama Good Manager en febrero 18. Myteen hizo su debut en julio 26 con su primer episodio de 'Myteen Go!'. Song caminó como modelo durante la Semana de Moda de Seúl en octubre 2017. Originalmente se suponía que debía ser parte del programa de supervivencia Mixnine pero luego decidió convertirse en MC del show Kiss the beauty y no pudo participar del programa. En enero 2018, Song quedó 14.ª en la Idol Star Athletics Championships que estuvo al aire hasta el mes siguiente. En febrero, Song y algunos de sus compañeros de etiqueta aparecieron como parte del panel en I Can See Your Voice. Apareció en un episodio del espectáculo Mama Papa con su compañero de grupo, Eunsu en Abril.
Myteen hizo su primer show de retorno en julio de 2018 con su EP "F;uzzle". En julio 12, Song liberó un OST para la obra dramática ¿Qué le ocurre a la secretaria Kim?. En agosto, participó en la 15.ª  Idol Star Athletics Championships con su compañero de equipo, Shin Jun-seob, el espectáculo estuvo al aire en septiembre. En octubre, Song se convirtió en participante de King of Mask Singerd, apareciendo en el episodio 173. Perdió durante la primera ronda contra Seola de Cosmic Girls.
En febrero de 2019, se convirtió en el personaje principal masculino en la obra dramática de 2 episodios, Lost Time Life junto con Kwon Mina. Song también cantó el OST para la obra. De marzo de 2019 a julio de 2019, Song, junto a su compañero de equipo, Kim Kook-heon, participaron en el programa de supervivencia Produce X 101. Avanzó hasta la ronda final del espectáculo donde él finalmente quedó de 16.º en el ranking. Luego se convirtió en MC del programa Banban Show de SBS junto con el presentador Jang Sung-kyu y el participante de Produce X 101, Choi Byung-chan.

## Discografía

### Sencillos

#### Como artista principal
| Título | Año  | Posición más alta en listas | Ventas | Álbum |
| Título | Año  | KOR Gaon                    | Ventas | Álbum |
| --- | ---- | --------------------------- | ------ | ----- |
| "It's You to the Bone" (뼛속까지 너야) (con. Heota) | 2016 | —                           |        |       |
| "—" denota lanzamiento que no entró en la lista o no fue lanzado en esa región. "*" Indica que esa Lista Gaon fue renovada en este momento y las ventas digitales fueron cayendo |      |                             |        |       |

#### Como artista colaborador
| Título | Año  | Posiciones más alta en listas                                          | Ventas | Álbum                                   |      |   |                |  |
| --- | ---- | ---------------------------------------------------------------------- | ------ | --------------------------------------- | ---- | - | -------------- |  |
| Título | Año  | "Garosugil At Dawn" (새벽 가로수길) (Baek Ji-young junto a Song Yuvin) | Ventas | Álbum                                   | 2015 | 9 | - COR: 677,904 |  |
| "Give Me A Break" (Flo junto a Song Yuvin) | —    |                                                                        |        |                                         | 2015 |   |                |  |
| "Over Tonight" (Flo junto a Song Yuvin) | —    |                                                                        |        |                                         | 2015 |   |                |  |
| "Okay (Korean)" (The Piano Guys and Song Yuvin) | 2016 | —                                                                      |        | Sin entrar en listas (De lujo en Corea) |      |   |                |  |
| "Okay (English)" The Piano Guys (The Piano Guys y Song Yuvin) | 2016 | —                                                                      |        | Sin entrar en listas (De lujo en Corea) |      |   |                |  |
| "—" denota lanzamiento que no entró en la lista o no fue lanzado en esa región. "*" Indica que esa Lista Gaon fue renovada en este momento y las ventas digitales fueron cayendo |      |                                                                        |        |                                         |      |   |                |  |

### Apariciones en bandas sonoras
| Título | Año  | Posiciones de gráfico de la cumbre | Ventas | Álbum                                        |
| Título | Año  | CORGaon                            | Ventas | Álbum                                        |
| --- | ---- | ---------------------------------- | ------ | -------------------------------------------- |
| "Why Is The Sky" (왜 하늘은) | 2014 | —                                  |        | TOP 11 Superstar K6 - Parte 1                |
| "I Love You" (사랑합니다) | 2014 | —                                  |        | TOP 11 Superstar K6 - Parte 2                |
| "Moai" | 2014 | —                                  |        | TOP 11 Superstar K6 - Parte 3                |
| "I Will Give You Everything" (다 줄거야) | 2014 | —                                  |        | TOP 11 Superstar K6 - Parte 4                |
| "Count Up to Ten" (열을 세어 보아요) | 2014 | —                                  |        | TOP 11 Superstar K6 - Parte 5                |
| "Shouting Those Words" (외치는 그 말) (Flo junto a Song Yuvin) | 2015 | —                                  |        | OST de 'Sweet Secret'                        |
| "Ordinary Farewell" (흔한 이별) (con Kim Na-young) | 2015 | 77                                 |        | OST de 'The Girl Who Sees Smells'            |
| "Perhaps This Is.." (아마도 이건) | 2016 | —                                  |        | OST de 'Goodbye Mr. Black'                   |
| "Coincidence" (우연한 일들) (con Kim So-hee) | 2016 | —                                  |        | OST de 'Hey Ghost, Let's Fight'              |
| "The Common People" | 2016 | —                                  |        | OST de 'Be positive'                         |
| "Starlight Falling Night" (별빛이 쏟아지는 밤) | 2017 | —                                  |        | OST de 'Good Manager'                        |
| "Words Being Said For The First Time" (처음 하는 말) | 2018 | —                                  |        | OST de '¿Qué le ocurre a la secretaria Kim?' |
| "Because You're My Woman" (내 여자라니까) | 2018 | —                                  |        | King of Mask Singer'episodio 173             |
| "The Last Letter" (마지막편지) | 2019 | —                                  |        | OST de 'Loss Time Life'                      |
| "Reload" (다시) | 2019 | —                                  |        | OST de 'Pegasus Market'                      |
| "Coco" (코코)(con Sunwoo Jung-a, Suran, Park Kyung y Kim Hyun-woo) | 2019 | —                                  |        | OST de 'Melody Book'                         |
| "The Little Prince (Withered Flower)" (어린 왕자 (시들어버린 꽃)) (con Sunwoo Jung-a, Suran y Park Kyung)                                                                        | 2019 | —                                  |        | OST de 'Melody Book'                         |
| "Let's Meet" (만나려 해) (con Sunwoo Jung-a, Suran, Park Kyung, Kim Hyun-woo y Parc Jae-jung)                                                                                    | 2019 | —                                  |        | OST de 'Melody Book'                         |
| "Goin' Crazy (feat. Ravi)" (con Sunwoo Jung-a, Suran, Park Kyung y Kim Hyun-woo)                                                                                                 | 2019 | —                                  |        | OST de 'Melody Book'                         |
| "Moon, Sleep, Dream... We" (달, 잠, 꿈... 우리) (con Sunwoo Jung-a, Suran, Park Kyung, Kim Hyun-woo y Kim Tae-hyun)                                                              | 2019 | —                                  |        | OST de 'Melody Book'                         |
| "No Choice But to Believe" (믿는 수밖에) (con Sunwoo Jung-a y Park Kyung) | 2019 | —                                  |        | OST de 'Melody Book'                         |
| "—" denota lanzamiento que no entró en la lista o no fue lanzado en esa región. "*" Indica que esa Lista Gaon fue renovada en este momento y las ventas digitales fueron cayendo |      |                                    |        |                                              |

### Composición de canciones y componiendo créditos
| Año  | Álbum                | Artista                  | Canción                                                           | Letras     | Letras                                 | Música     | Música                                      |
| Año  | Álbum                | Artista                  | Canción                                                           | Acreditado | Con                                    | Acreditado | Con                                         |
| ---- | -------------------- | ------------------------ | ----------------------------------------------------------------- | ---------- | -------------------------------------- | ---------- | ------------------------------------------- |
| 2019 | OST de 'Melody Book' | Reparto de 'Melody Book' | "Coco" (코코)                                                     | Sí         | Sunwoo Jung-a, Suran, Park Kyung       | No         |                                             |
| 2019 | OST de 'Melody Book' | Reparto de 'Melody Book' | "The Little Prince (Withered Flower)" (어린 왕자 (시들어버린 꽃)) | Sí         | Park Kyung                             | No         |                                             |
| 2019 | OST de 'Melody Book' | Reparto de 'Melody Book' | "Goin' Crazy (feat. Ravi)"                                        | Sí         | Sunwoo Jung-a, Suran, Park Kyung, Ravi | No         |                                             |
| 2019 | OST de 'Melody Book' | Reparto de 'Melody Book' | "No Choice But to Believe" (믿는 수밖에)                          | Sí         | Sunwoo Jung-a, Park Kyung              | Sí         | Sunwoo Jung-a, Park Kyung, vintermoon, TIME |

### Vídeos musicales
| Título                                  | Año  | Director | Ref. | Nota            |
| --------------------------------------- | ---- | -------- | ---- | --------------- |
| "Garosugil At Dawn" (con Baek Ji-young) | 2015 |          |      |                 |
| "Bang" (cantada por GB9)                | 2015 |          |      | Líder masculino |
| "It's You To The Bone" (con Heota)      | 2016 |          |      |                 |
| "Sobok Sobok" (cantada por Kim So-hee)  | 2017 |          |      | Líder masculino |

## Filmografía

### Serie televisiva
| Fecha | Título         | Rol           | Transmitida por | Nota            |
| ----- | -------------- | ------------- | --------------- | --------------- |
| 2016  | Age of Youth   | Cita de Jiwon | JTBC            | Cameo (ep.3)    |
| 2019  | Loss Time Life | Yoo-geon      | MBN, UMAX       | Papel principal |

### Espectáculos televisivos
| Fecha | Título                    | Función             | Transmitida por | Nota                       |
| ----- | ------------------------- | ------------------- | --------------- | -------------------------- |
| 2014  | Superstar K6              | Participante        | Mnet            | Finalizó en el Top 4       |
| 2016  | Daegu Boy Seoul Tour.com  | Miembro del reparto | YouTube         |                            |
| 2016  | The Friends in Costa Rica | Miembro del reparto | Mnet            |                            |
| 2017  | I'm An Actor              | Participante        | K star          |                            |
| 2017  | Kiss the Beauty           | MC                  | DongaTV         |                            |
| 2019  | Produce X 101             | Participante        | Mnet            | Finalizó en el puesto 16.º |
| 2019  | BanBan Show               | MC                  | SBS MTV         |                            |
| 2019  | Melody Book               | Miembro del reparto | JTBC            |                            |